# Alisotrichia arizonica
Alisotrichia arizonica är en nattsländeart som först beskrevs av Blickle och Donald G. Denning 1977.  Alisotrichia arizonica ingår i släktet Alisotrichia och familjen smånattsländor. Inga underarter finns listade i Catalogue of Life.